# 투언남현
투언남현(베트남어: Huyện Thuận Nam / 縣順南)은 베트남 남중부 지방 닌투언성의 현이다.

## 행정 구역
투언남현은 1시진, 8사를 관할하고 있다.

### 사
- 까나사 (Xã Cà Ná, 歌那社)
- 뉘하사 (Xã Nhị Hà, 二河社)
- 프억지엠 사 (Xã Phước Diêm, 福鹽社)
- 프억딘 사 (Xã Phước Dinh, 福營社)
- 프억하 사 (Xã Phước Hà, 福河社)
- 프억민 사 (Xã Phước Minh, 福明社)
- 프억남 사 (Xã Phước Nam, 福南社)
- 프억닌 사 (Xã Phước Ninh, 福寧社)